# アンリ・ド・ロレーヌ (1661-1713)
アンリ・ド・ロレーヌ（Henri de Lorraine, comte de Brionne, 1661年11月15日 - 1713年4月26日）は、ブルボン朝時代フランスの大貴族家門ギーズ家の一員。ブリオンヌ伯。1677年から1713年まで一族が世襲する王室主馬頭（Grand écuyer de France）を務めた。

## 生涯
アルマニャック伯ルイと妻カトリーヌ・ド・ヌフヴィルの間の長男。1696年、ルイ14世王の嫡孫ブルゴーニュ公ルイに嫁ぐサヴォワ公女マリー・アデライードのヴェルサイユ宮廷入りの先導役を務めた。父の存命中に死去したため、父のアルマニャック伯爵位及び王室主馬頭の職は、息子ではなく末弟のシャルルに引き継がれた。
1689年12月23日にマリー・マドレーヌ・デピネーと結婚、1男1女をもうけた。
- ルイ（1692年 - 1743年） - ランベスク公
- マリー・ルイーズ（1693年 - 1724年） - 「ブリオンヌ姫（Mademoiselle de Brionne）」

この他、ポテノー嬢（Mademoiselle Pothenot）という女性との間に非嫡出の息子が1人おり、「ブリオンヌ私生児（bâtard de Brionne）」あるいは「シュヴァリエ・ドルゴン（le Chevalier d'Orgon）」と呼ばれた。

## 引用・脚注
1. ↑  Spangler 2009, p. 40.
2. ↑  Spangler 2009, p. 118.